# The Gap
The Gap  (título original: Der Spalt) es una película de drama alemana de 2014 escrita y dirigida por Kim Schicklang. El personaje principal es Alex. Él es una persona transsexuel a el cuerpo de un hombre. Alex vive con su madre en el dystopia. Es una situación terrible. Alex se siente sola. El conoció a un hombre. Se llama Christian. Es un periodista y quiero ayudarla a Alex. Al fin ellos planean una revolución contra dicha normas de género. "The Gap es uno de los más interesantes ejercicios de arte y ensayo alrededor del tema de la transexualidad que se han realizado últimamente en el que tanto la narratividad como la estética están cuidados al máximo."

## Reparto
- Marie Fischer ... Alex
- Folkert Dücker ... Christian
- Dorothea Baltzer ... Madre de Alex
- Bernd Michael Straub ... La Señora Muller
- Werner Braunschädel ... Un psicólogo
- Trischa Dorner ...  La cara
- Yana Robin La Baume ... Nina, una lesbiana